# Carrigaline
Carrigaline (irl. Carraig Uí Leighin) – miasto w Irlandii, w hrabstwie Cork.